# Jane O’Meara Sanders

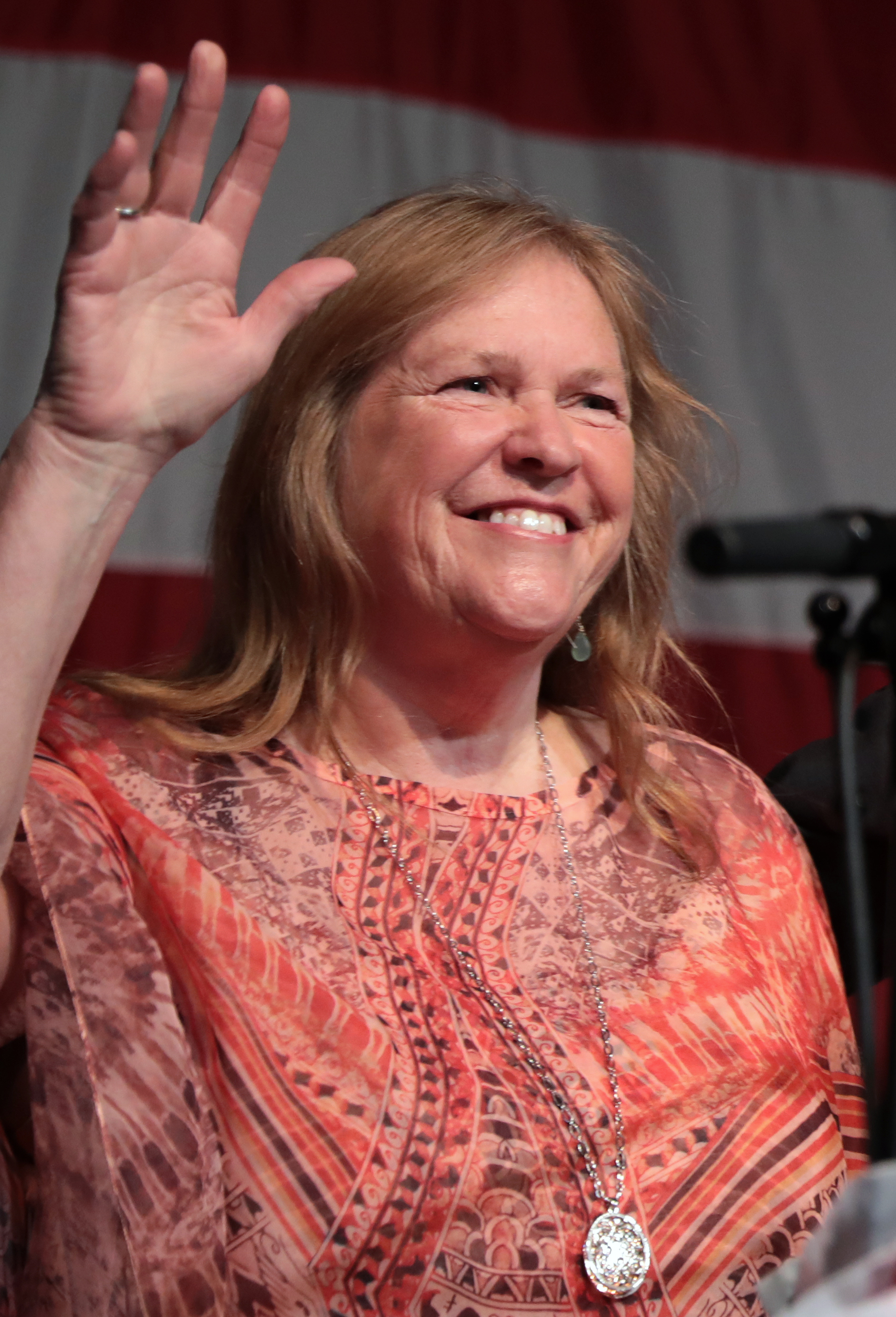
Jane Sanders (2019)

Mary Jane O’Meara Sanders (* 8. Oktober 1950 in Brooklyn, New York City, als Mary Jane O'Meara) ist eine amerikanische Sozialarbeiterin und Akademikerin. Von 1996 bis 1997 war sie Interimsprovost am Goddard College in Plainfield, Vermont, und von 2004 bis 2011 Präsidentin des Burlington College in Burlington, Vermont. Sie ist die Ehefrau von Bernie Sanders, des Senators von Vermont.

## Leben und Wirken
Jane Sanders ist das jüngste der fünf Kinder von Bernadette Joan O’Meara, geb. Sheridan, und Benedict Patrick O’Meara, und hat irische Vorfahren. Sie wuchs im Stadtteil Bedford–Stuyvesant (Brooklyn) auf besuchte eine katholische Highschool im Stadtteil Park Slope. Nach kurzem Studium der Fächer Soziologie und Frühpädagogik an der University of Tennessee in Knoxville heiratete sie 1968 David Driscoll. Driscoll arbeitete für IBM und ging für diese Firma zunächst zurück nach Brooklyn, dann nach Virginia und 1975 schließlich nach Vermont. Seine Frau und die drei Kinder, die inzwischen geboren waren, folgten ihm.
Sanders besuchte das Goddard College und schloss ihr Studium der Sozialarbeit dort mit dem Bachelor-Grad ab. In den späten 1970er Jahren trennte sie sich von Driscoll und übte ihren Beruf zunächst in der Jugendabteilung der Polizei von Burlington und dann in einem Jugendzentrum aus.
1981 begegnete sie – während seiner Kandidatur für das Amt des  Bürgermeisters von Burlington – erstmals Bernie Sanders, der eine Arbeitsgruppe zum Thema Jugendliche und Familien einberief, für die sie zu arbeiten begann. In den folgenden Jahren wirkte sie als Sozialarbeiterin in verschiedenen Bereichen und arbeitete unter anderem an der Gründung einer Zeitung, eines Jugendzentrums, von Hortprogrammen und einer Kindertagesstätte mit.
1988 heiratete sie Bernie Sanders. Als dieser sich 1990 um einen Sitz im US-Repräsentantenhaus bewarb, arbeitete sie an der Wahlkampagne mit, ebenso wie 2006, als er sich für den US-Senat bewarb. Sie entwickelte sich in dieser Zeit zu einer der einflussreichsten politischen und Presse-Beraterinnen ihres Mannes, leitete zeitweilig sein Büro und trat häufig auch als seine Sprecherin auf.
Daneben verfolgte Jane Sanders weiterhin ihre eigene Karriere. Nachdem sie sie am Goddard College zuvor bereits dem Board of Directors angehört hatte, diente sie dort 1996/1997 auch als Interimsprovost. Anschließend nahm sie am Union Institute & University ihr Studium wieder auf und schloss es 2000 mit dem Doktorgrad ab. 2004 wurde sie Präsidentin des Burlington College, einer kleinen alternativen Hochschule, deren Zielgruppe u. a. Vietnam-Veteranen umfasste. Nach Kritik an ihrem Finanzmanagement geriet Jane Sanders unter Druck und legte das Amt 2011 schließlich nieder. Gegenwärtig (2016) dient sie bei zwei staatlichen Einrichtungen als Kommissarin: der Vermont Economic Development Authority und der Texas-Vermont-Maine Low Level Waste Disposal Compact Commission.